# Cantal (góry)

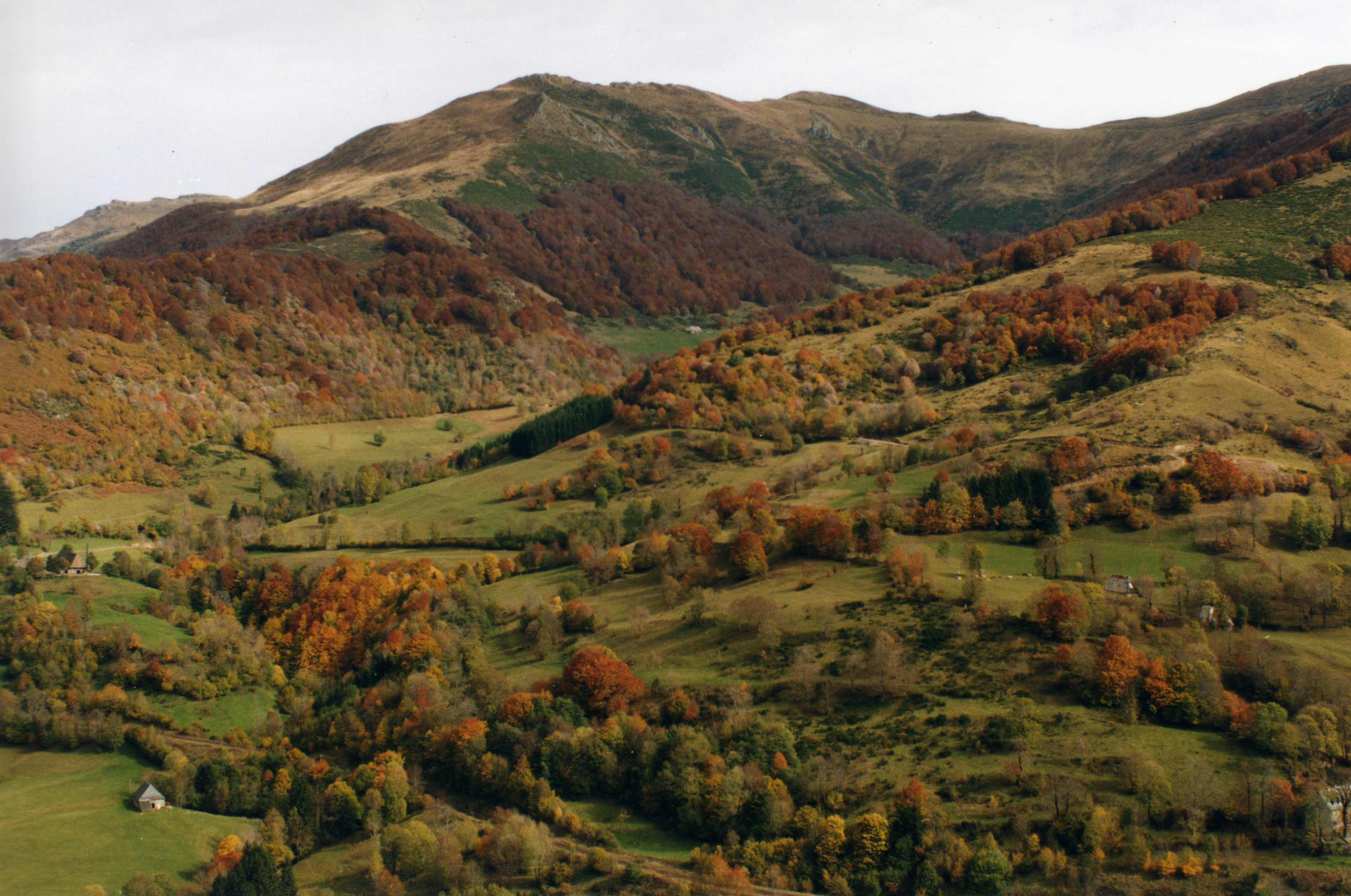
Masyw Cantal

Przekrój poprzeczny masywu Cantal

Cantal – masyw górski pochodzenia wulkanicznego w centralnej Francji, w Masywie Centralnym. Najwyższy szczyt Plomb du Cantal o wysokości 1858 metrów.